# Rusłan Bodry
Rusłan Bodry (ros. Руслан Бодрый; ur. 28 stycznia 1977) – rosyjski kulturysta oraz trójboista siłowy.

## Życiorys
Uprawia sporty siłowe. Kulturystyką zajmuje się od roku 2000. Kilkukrotnie występował na mistrzostwach Moskwy lub obwodu moskiewskiego w kulturystyce. W 2004 wywalczył brązowy medal podczas Pucharu Obwodu Moskiewskiego. W 2007 i 2013 plasował się na trzecim miejscu na podium w kategorii wagowej przekraczającej 100 kg podczas Mistrzostw Moskwy w Kulturystyce i Fitnessie.
Sukcesy odnosi również jako trójboista siłowy. W 2005 roku brał udział w Mistrzostwach Europy w wyciskaniu leżąc, organizowanych przed federację WPC-WPO.
Właściciel sklepu zajmującego się żywieniem sportowców oraz suplementacją diety.